# Маклејн (Илиноис)
Маклејн (енгл. McLean) град је у америчкој савезној држави Илиноис.

## Демографија
По попису из 2010. године број становника је 830, што је 22 (2,7%) становника више него 2000. године.
| Група             | 2000.       | 2010.       |
| Белци             | 791 (97,9%) | 795 (95,8%) |
| Афроамериканци    | 6 (0,7%)    | 4 (0,5%)    |
| Азијати           | 5 (0,6%)    | 16 (1,9%)   |
| Хиспаноамериканци | 0 (0,0%)    | 6 (0,7%)    |
| Укупно            | 808         | 830         |